# Ciclamato de sódio
Ciclamato de sódio ou 'N-ciclo-hexil-sulfamato de sódio é um composto químico com fórmula Na(C6H11NHSO2O). É inodoro, solúvel em água, álcool e propilenoglicol.

## Usos
É usado como adoçante artificial não calórico em diversos alimentos e bebidas, e na indústria farmacêutica. É numerado como aditivo alimentar com o Número E "E952". É mais estável que o aspartame e a sacarina, podendo por isso ser levado a altas e a baixas temperaturas.

## Histórico
Foi descoberto em 1937 por Michael Sveda, aluno de graduação da University of Illinois, Estados Unidos, que casualmente descobriu seu sabor adocicado, 30 vezes mais doce que a sacarose, sem o sabor amargo posterior e residual da sacarina.
Foi adicionada como substância segura pelo Food and Drug Administration (FDA) em 1959. Mas foi retirada da lista em 1969. Conforme consta no site do FDA: procure por sodium cyclamate em Food Additive Status List (em inglês) e em EAFUS: A Food Additive Database (em inglês).

## Ingestão Diária Admissível
Estabelecer um valor para a ingestão diária admissível para o ciclamato de sódio foi um processo bastante delicado porque apenas o resultado da metabolização por parte da flora intestinal é toxico, e diferentes pessoas metabolizam este edulcorante de forma quantitativamente muito diferente, incluindo uma percentagem bastante significativa (80%) que excretava o ciclamato sem qualquer tipo de metabolização.
De acordo com a JECFA (The Joint FAO/WHO Expert Committee On Food Additives) a ingestão diária admissível situa-se entre 0-11 mg/kg de peso para o ciclamato de sódio, expresso em ácido ciclamico. Em 2000, a Scientific Comimittee on Food da União Europeia decidiu avaliar novamente a dose diária admissível, baseando-se em novos estudos, tendo decidido descer o valor para 0-7 mg/kg de peso corporal

## Questões médicas
Em 1966, um estudo relatou que algumas bactérias intestinais poderiam dessulfonar ciclamato para produzir ciclohexilamina, um composto suspeito de ter alguma toxicidade crônica em animais. Outras pesquisas resultaram em um estudo de 1969 que descobriu que a mistura comum de ciclamato-sacarina 10:1 aumentou a incidência de câncer de bexiga em ratos. O estudo divulgado mostrava que oito em cada 240 ratos alimentados com uma mistura de sacarina e ciclamatos, em níveis equivalentes a humanos ingerindo 550 latas de refrigerante diet por dia, desenvolveram tumores na bexiga.
As vendas continuaram a se expandir e, em 1969, as vendas anuais de ciclamato atingiram US$ 1 bilhão, o que aumentou a pressão dos órgãos de segurança pública para restringir o uso de ciclamato. Em outubro de 1969, o Departamento de Saúde e Serviços Humanos dos Estados Unidos, Robert Finch, ignorando o Comissário Herbert L. Ley, Jr., removeu a designação GRAS do ciclamato e baniu seu uso em alimentos de uso geral, embora permanecesse disponível para uso restrito em produtos dietéticos com rotulagem adicional; em outubro de 1970, o FDA, sob um novo comissário, baniu completamente o ciclamato de todos os alimentos e medicamentos nos Estados Unidos.
A Abbott Laboratories alegou que seus próprios estudos não conseguiram reproduzir os resultados do estudo de 1969 e, em 1973, a Abbott solicitou à FDA que suspendesse a proibição do ciclamato. Esta petição acabou sendo negada em 1980 pelo comissário da FDA Jere Goyan. A Abbott Labs, juntamente com o Calorie Control Council (um lobby político que representa a indústria de alimentos dietéticos), apresentou uma segunda petição em 1982. Embora a FDA tenha declarado que uma revisão de todas as evidências disponíveis não implica o ciclamato como carcinogênico em camundongos ou ratos, ciclamato continua proibido em produtos alimentícios nos Estados Unidos. A petição está agora em em suspensão, embora não seja considerada ativamente. Não está claro se isso é a pedido da Abbott Labs ou porque a petição é considerada insuficiente pela FDA.
Esta substância era usada no Japão como um adoçante artificial ("chikuro") até ser banida em 1969, graças ao trabalho de Kojima e Ichibagase, na década de 60, apresentaram publicações em que confirmavam ciclamato de sódio (e portanto, igualmente o de potássio) não era eliminado plenamente, mas é metabolizado, por uma pequena percentagem da população, como ciclohexilamina, uma substância potencialmente cancerígena.
O ciclamato, associado à sacarina na proporção 10:1, até então consumido em grandes quantidades nos EUA, foi interpretado pelo FDA como indutor de câncer de bexiga em ratos. Posteriormente a estes estudos, o US Department of Health, Education and Welfare proibiu seu uso nos EUA em 1969, quando apresentou-se que este composto não possuía qualquer valor no tratamento da obesidade ou diabetes
Apesar destas pesquisas e decisões, o World Health Organization's Joint Expert Committee on Food Additives em 1977 aprovou o ciclamato de sódio como adoçante em alimentos e bebidas. Contudo, os americanos continuam com a proibição. O uso do ciclamato de sódio é liberado em mais de 55 países, incluindo Brasil, Alemanha, Finlândia, Paquistão, África do Sul, Suíça e Canadá.
A razão pela qual o ciclamato de sódio voltou a ser autorizado nesses países é que ficou demonstrado que a toxicidade na bexiga só se verificava em ratos, pois possuem uma urina mais concentrada que o ser humano, e o aumento do pH que acompanhava o consumo excessivo de sais sódicos pelos animais levava ao depósito de cristais na bexiga, e era a porção sódica da molécula, e não o ciclamato, que levava a esse aumento de pH.
Existem várias razões apontadas para a proibição do ciclamato de sódio. Uma esteve relacionado com o facto de que, em certos animais, o edulcorante provocar atrofia testicular quando consumidos em doses massivas, mas há estudos feitos em clínicas de fertilidade humana que não encontraram uma co-relação entre o consumo do adoçante e alterações na quantidade e qualidade do esperma.
Os estudos mais recentes feitos apontam para que a ciclohexilamina não é cancerígina. Vários cientistas analisaram vários conjuntos de estudos feitos, e chegaram a conclusão que o seu consumo é seguro. Existe inclusive um estudo feito em macacos, ao longo de 24 anos, a quem foram administradas doses significativas, todos os dias, durante esses anos, de ciclamato de sódio, e nenhum desenvolveu cancros associados ao consumo do adoçante.
Em 2000, um artigo foi publicado descrevendo os resultados de um experimento de 24 anos em que 16 macacos foram alimentados com uma dieta normal e 21 macacos foram alimentados com 100 ou 500 mg/kg de ciclamato por dia; a dose mais alta corresponde a cerca de 30 latas de uma bebida dietética. Dois dos macacos com altas doses e um dos macacos com doses mais baixas foram diagnosticados com câncer maligno, cada um com um tipo diferente de câncer, e três tumores benignos foram encontrados. Os autores concluíram que o estudo não conseguiu demonstrar que o ciclamato era cancerígeno porque os cânceres eram todos diferentes e não havia como vincular o ciclamato a cada um deles. A substância não mostrou nenhuma propriedade de dano ao DNA em ensaios de reparo de DNA.

## Marcas
Adoçantes produzidos por Sweet'n Low e Sugar Twin para Canadá contêm ciclamato, embora não os produzidos para os Estados Unidos.
- Assugrin (Suíça, Brasil)[15]
- Cap Cangkir (Indonésia)
- Chuker (Argentina) – Merisant Company 2, SARL
- Cologran
- Huxol (Alemanha) em forma líquida
- Novasweet (Russia)[16]
- Rio (Produzido sob licença e autoridade da SweetLife AG Suíça pela SweetLife Ltd, China)
- Sucaryl[17]
- Sugar Twin (Canada)[18]
- Suitli (Bulgaria)
- Sweet'n Low (Canada)
- Sugromax (Nova Zelândia)[19]

No Brasil, as marcas ZeroCal, Adocyl, MagroFit,Wolfs.